# Dzień Wolnego Oprogramowania

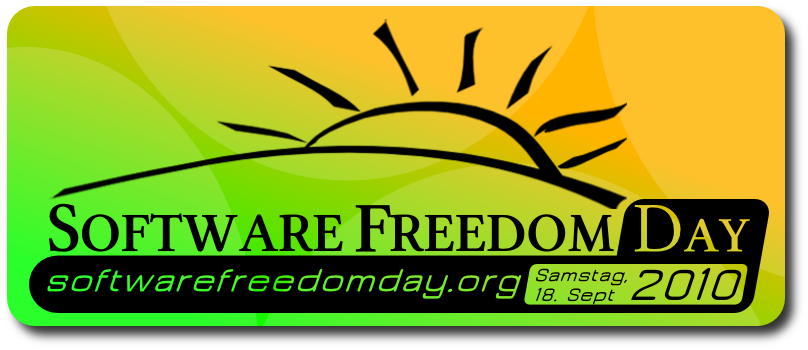
Logo SFD, 18 września 2010 r.

Dzień Wolnego Oprogramowania (ang. Software Freedom Day, SFD) – koordynowana przez Software Freedom International ogólnoświatowa akcja, zapoczątkowane 28 sierpnia 2004 roku, której celem jest propagowanie Wolnego i Otwartego Oprogramowania oraz promowanie zalet jego stosowania. 